# Gálatas 4
Gálatas 4 é o quarto capítulo da Epístola aos Gálatas, de autoria do Apóstolo Paulo, que faz parte do Novo Testamento da Bíblia.

## Estrutura
I. A defesa da doutrina da justificação pela fé sem as obras da Lei (continuação de Gálatas 2)
1. Ao mostrar os prejuízos dos que renunciam à fé em Cristo e voltam ao legalismo (continuação de Gálatas 3)
a) Perda da bênção de sua herança como filhos de Deus e retorno ao cativeiro do cerimonialismo, v. 1-10
b) Perda do sentido da apreciação das obras realizadas a favor deles, v. 11-16
c) Risco de se converterem em filhos de Abraão segundo a carne, em vez de se tornarem filhos da promessa, v. 19-31

## Manuscritos originais
- O texto original é escrito em grego Koiné.
- Alguns dos manuscritos que contém este capítulo ou trechos dele são:
  - Papiro 46
  - Papiro 99
  - Codex Vaticanus
  - Codex Sinaiticus
  - Codex Alexandrinus
  - Codex Ephraemi Rescriptus
  - Codex Freerianus
  - Codex Claromontanus
- Este capítulo é dividido em 31 versículos.